# Elisabeth Schwarzhaupt
Elisabeth Schwarzhaupt, född 7 januari 1901 i Frankfurt am Main, död 29 oktober 1986 i Frankfurt am Main, var en tysk politiker.
Hon var hälsominister 1961–1966.